# Anemone cylindrica
Anemone cylindrica är en ranunkelväxtart som beskrevs av Asa Gray. Anemone cylindrica ingår i släktet sippor, och familjen ranunkelväxter. Inga underarter finns listade i Catalogue of Life.

## Bildgalleri

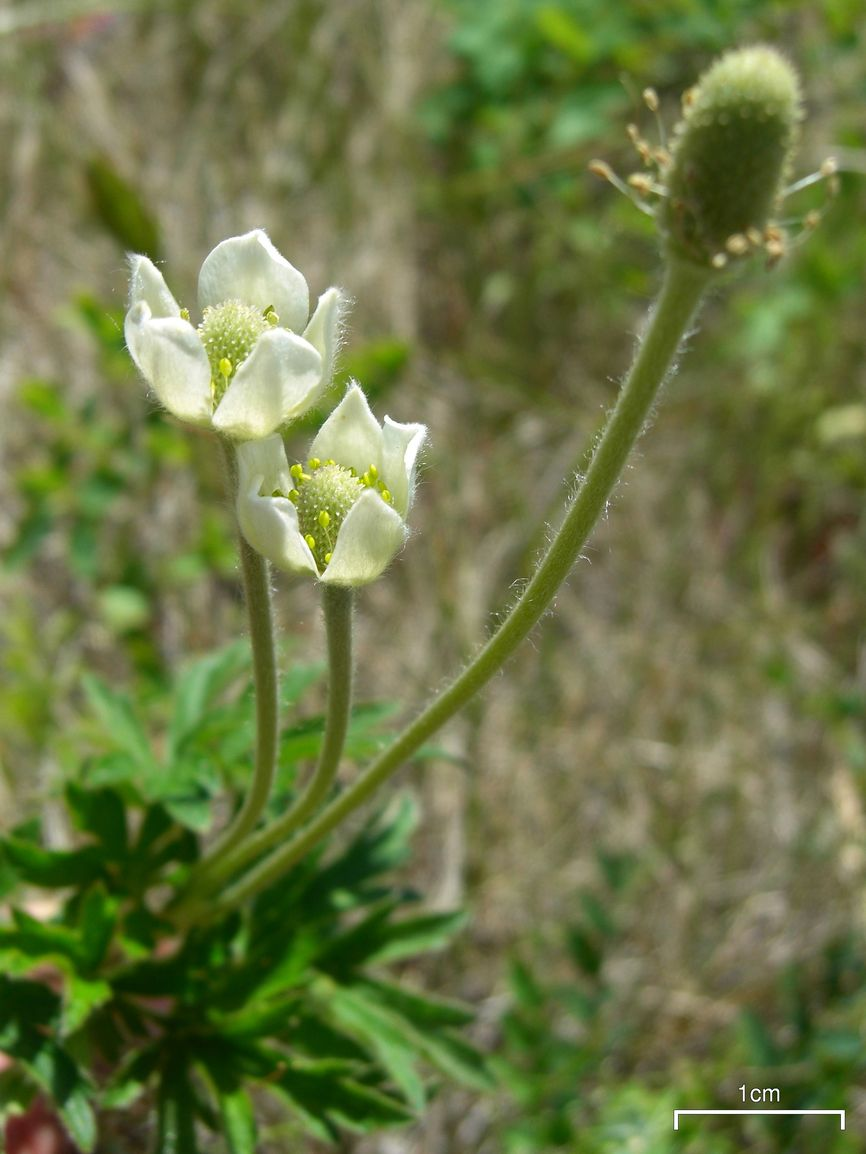
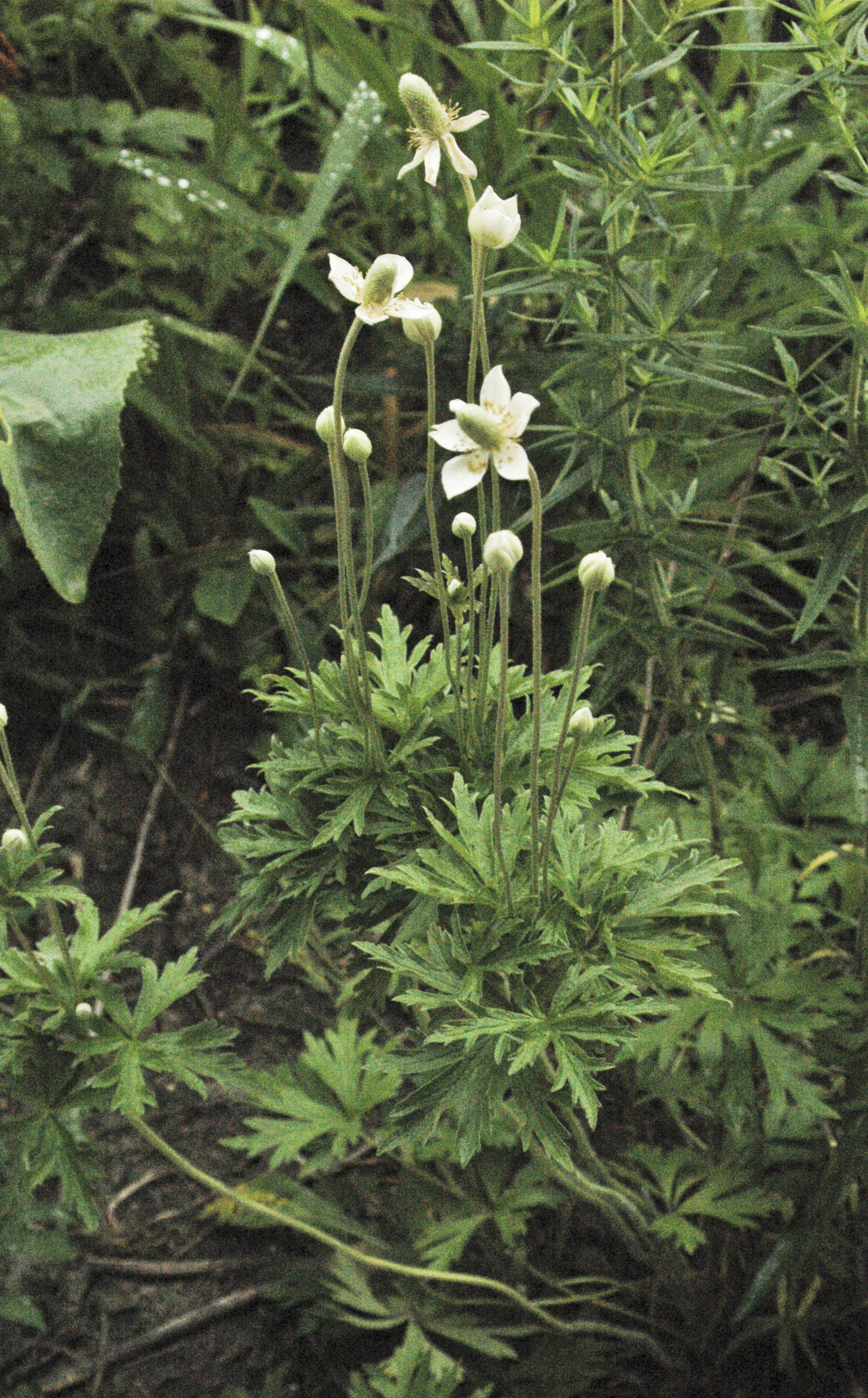